# Sharon Fichman
Pour les articles homonymes, voir Fichman.

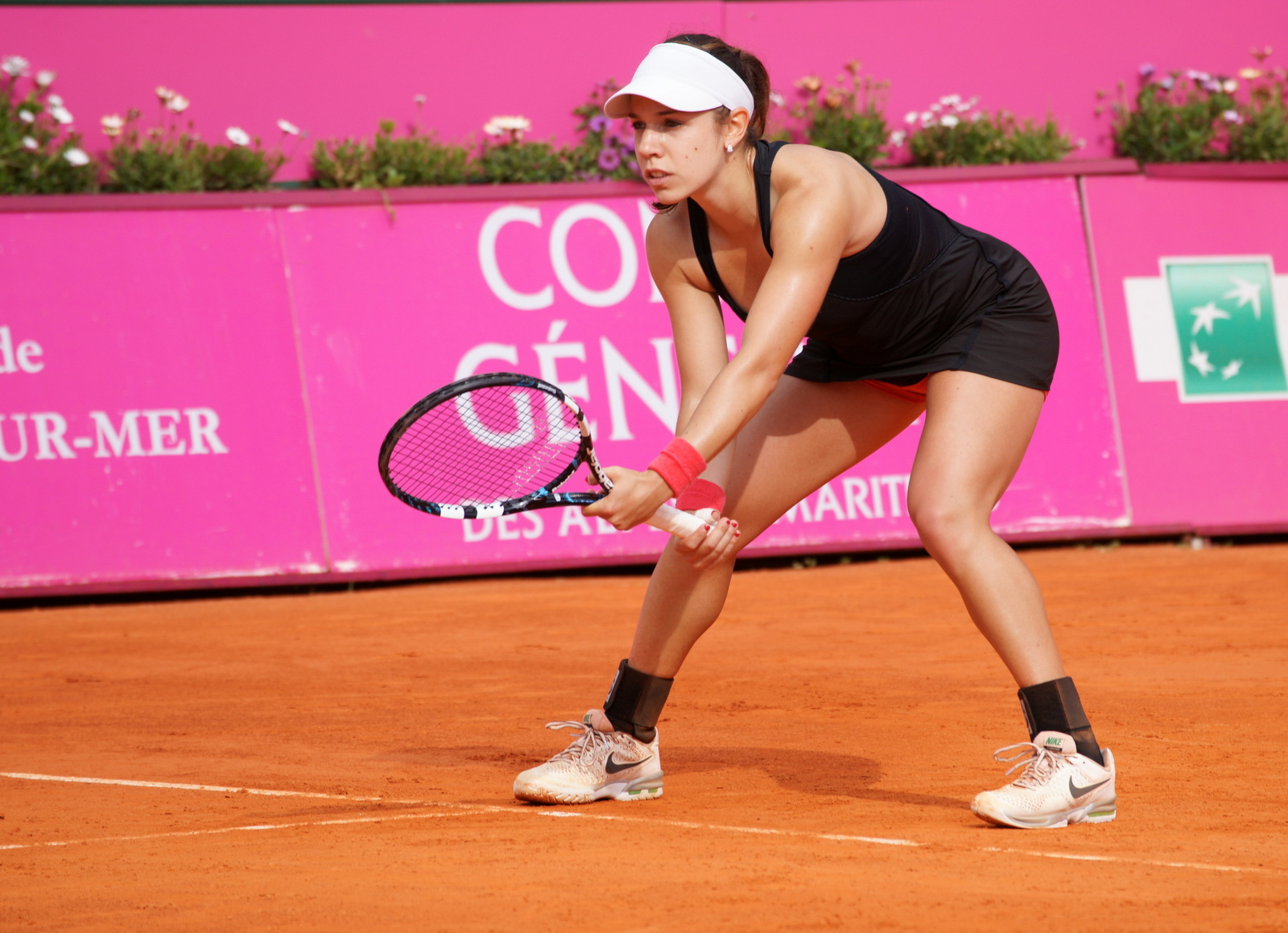
Sharon Fichman, vainqueur du tournoi de Cagnes-sur-Mer en 2014.

Sharon Fichman, née le 3 décembre 1990 à Toronto, est une joueuse de tennis professionnelle canadienne. Ses parents ont quitté la Roumanie pour Israël, avant de rejoindre le Canada un an avant sa naissance, en 1989.
Elle commence la pratique du tennis à l'âge de cinq ans, et remporte son premier tournoi à six ans. Son modèle sur le circuit est Justine Henin.
Elle comptabilise quatre titres en double dames sur le circuit WTA.

## Carrière tennistique

### Junior
À treize ans, Fichman se classe 2e du classement mondial des moins de quatorze ans. Au même âge, elle devient en simple et en double (associée à Mélanie Gloria), championne du Canada des moins de 18 ans.
En 2006, avec Anastasia Pavlyuchenkova, elle remporte en double filles l'Open d'Australie et Roland-Garros. Elle est finaliste en double également à l'US Open juniors mais s'incline. À l'Open du Canada la même année, elle est finaliste en simple et en double mais ne remporte aucun titre.

### Débuts professionnels
En octobre 2006, alors âgée de seulement quinze ans, elle bat la 114e mondiale, Hana Šromová et, en août 2007, la Française Stéphanie Cohen-Aloro (90e). Elle termine les années 2007 et 2008 avec un ratio victoires/défaites positif.
Elle remporte en 2009 deux tournois ITF en simple. Elle atteint également la finale à l'Open d'Estoril 2009 en double avec Katalin Marosi.
En 2010, elle participe à l'Open d'Australie en double avec Alizé Cornet. Elle est battue au premier tour par la paire tête de série no 9, Zheng Jie et Elena Vesnina.
En 2014, au 1er tour de Roland-Garros, elle arrache un set à Jelena Janković alors 7e joueuse mondiale, mais elle s'incline 7-5, 1-6, 3-6.
En 2021, elle signe deux belles performances en double. La première à l’Open d’Australie où avec Giuliana Olmos, elle atteint les quarts de finale, s'inclinant contre la paire tête de série no 3, Barbora Krejčíková et Kateřina Siniaková.
La seconde au WTA 1000 de Rome, toujours avec Olmos, où elle remporte le titre le plus important de sa carrière, contre Kristina Mladenovic et Markéta Vondroušová.

### Parcours en Fed Cup
Sharon Fichman compte quatorze victoires pour une défaite en Fed Cup (5-0 en simple, 9-1 en double). Elle n'a cependant jamais participé à un match du groupe mondial I ou II.

### Maccabiades
D'origine juive, Fichman participe aux Maccabiades en 2005. Elle est médaillée d'or en simple, d'argent en double mixte, et de bronze en double.

## Palmarès

### Titres en double dames
| No | Date       | Nom et lieu du tournoi        | Catégorie | Dotation    | Surface      | Partenaire          | Finalistes                              | Score             |          |
| -- | ---------- | ----------------------------- | --------- | ----------- | ------------ | ------------------- | --------------------------------------- | ----------------- | -------- |
| 1  | 30-12-2013 | ASB Classic Auckland          | Intern'l  | 250 000 $   | Dur (ext.)   | Maria Sanchez       | Lucie Hradecká Michaëlla Krajicek       | 2-6, 6-0, [10-4]  | Parcours |
| 2  | 22-07-2019 | Baltic Open Jurmala           | Intern'l  | 226 750 € $ | Terre (ext.) | Nina Stojanović     | Jeļena Ostapenko Galina Voskoboeva      | 2-6, 7-61, [10-6] | Parcours |
| 3  | 02-03-2020 | Abierto GNP Seguros Monterrey | Intern'l  | 251 750 $   | Dur (ext.)   | Kateryna Bondarenko | Miyu Kato Wang Yafan                    | 4-6, 6-3, [10-7]  | Parcours |
| 4  | 10-05-2021 | Internazionali d'Italia Rome  | WTA 1000  | 1 577 613 $ | Terre (ext.) | Giuliana Olmos      | Kristina Mladenovic Markéta Vondroušová | 4-6, 7-5, [10-5]  | Parcours |

### Finales en double dames
| No | Date       | Nom et lieu du tournoi                | Catégorie | Dotation  | Surface      | Vainqueures                        | Partenaire          | Score             |          |
| -- | ---------- | ------------------------------------- | --------- | --------- | ------------ | ---------------------------------- | ------------------- | ----------------- | -------- |
| 1  | 04-05-2009 | Estoril Open Estoril                  | Intern'l  | 220 000 $ | Terre (ext.) | Raquel Kops-Jones Abigail Spears   | Katalin Marosi      | 2-6, 6-3, [10-5]  | Parcours |
| 2  | 14-02-2011 | XIX Copa Colsanitas Bogota            | Intern'l  | 220 000 $ | Terre (ext.) | Edina Gallovits-Hall Anabel Medina | Laura Pous Tió      | 2-6, 7-66, [11-9] | Parcours |
| 3  | 19-05-2019 | Nürnberger Versicherungscup Nuremberg | Intern'l  | 226 750 $ | Terre (ext.) | Gabriela Dabrowski Xu Yifan        | Nicole Melichar     | 4-6, 7-65, [10-5] | Parcours |
| 4  | 24-02-2020 | Abierto Mexicano Acapulco             | Intern'l  | 251 750 $ | Dur (ext.)   | Desirae Krawczyk Giuliana Olmos    | Kateryna Bondarenko | 6-3, 7-65         | Parcours |

### Finale en double en WTA 125
| No | Date       | Nom et lieu du tournoi           | Catégorie | Dotation  | Surface    | Vainqueures               | Partenaire    | Score            |          |
| -- | ---------- | -------------------------------- | --------- | --------- | ---------- | ------------------------- | ------------- | ---------------- | -------- |
| 1  | 11-11-2019 | Oracle Challenger Series Houston | WTA 125   | 150 000 $ | Dur (ext.) | Ellen Perez Luisa Stefani | Ena Shibahara | 1-6, 6-4, [10-5] | Parcours |

## Parcours en Grand Chelem

### En simple dames
| Année | Open d'Australie | Open d'Australie      | Internationaux de France | Internationaux de France | Wimbledon       | Wimbledon        | US Open         | US Open             |
| ----- | ---------------- | --------------------- | ------------------------ | ------------------------ | --------------- | ---------------- | --------------- | ------------------- |
| 2009  | —                | —                     | —                        | —                        | Q1              | Alberta Brianti  | Q2              | Chang Kai-chen      |
| 2010  | Q2               | Bethanie Mattek-Sands | —                        | —                        | —               | —                | Q3              | Rebecca Marino      |
| 2011  | —                | —                     | —                        | —                        | —               | —                | Q2              | Kristýna Plíšková   |
| 2012  | —                | —                     | Q1                       | Heather Watson           | Q1              | Olivia Rogowska  | Q2              | Chan Yung-jan       |
| 2013  | Q1               | Olga Savchuk          | Q2                       | Eva Birnerová            | Q1              | Andreea Mitu     | 1er tour (1/64) | Sorana Cîrstea      |
| 2014  | Q1               | Belinda Bencic        | 1er tour (1/64)          | Jelena Janković          | 1er tour (1/64) | Timea Bacsinszky | 1er tour (1/64) | Agnieszka Radwańska |
| 2015  | Q1               | Elizaveta Kulichkova  | —                        | —                        | —               | —                | —               | —                   |

N.B. : à droite du résultat se trouve le nom de l'ultime adversaire.

### En double dames
| Année | Open d'Australie       | Open d'Australie     | Internationaux de France      | Internationaux de France | Wimbledon             | Wimbledon     | US Open                   | US Open           |
| ----- | ---------------------- | -------------------- | ----------------------------- | ------------------------ | --------------------- | ------------- | ------------------------- | ----------------- |
| 2010  | 1er tour (1/32) Cornet | Vesnina Zheng Jie    | —                             | —                        | —                     | —             | —                         | —                 |
|       |                        |                      |                               |                          |                       |               |                           |                   |
| 2013  | —                      | —                    | —                             | —                        | —                     | —             | 2e tour (1/16) Wozniak    | Medina Pennetta   |
| 2014  | 1er tour (1/32) Puig   | Muguruza Parra       | 2e tour (1/16) Pavlyuchenkova | Janković Kleybanova      | 1er tour (1/32) Vekić | Date Strýcová | 1er tour (1/32) Scheepers | Peschke Srebotnik |
|       |                        |                      |                               |                          |                       |               |                           |                   |
| 2019  | —                      | —                    | —                             | —                        | —                     | —             | 1er tour (1/32) Andreescu | Osuigwe Townsend  |
| 2020  | 1er tour (1/32) Lister | Fourlis Rodionova    | 1er tour (1/32) Bondarenko    | Flipkens Pavlyuchenkova  | Annulé                | Annulé        | 1er tour (1/16) Jurak     | Peschke Schuurs   |
| 2021  | 1/4 de finale Olmos    | Krejčíková Siniaková | 1/8 de finale Olmos           | Martić Rogers            | 1/8 de finale Olmos   | Forfait       | —                         | —                 |

N.B. : le nom de la partenaire se trouve sous le résultat ; le nom des ultimes adversaires se trouve à droite.

## Parcours en «Premier Mandatory» et «Premier 5»
Découlant d'une réforme du circuit WTA inaugurée en 2009, les tournois WTA « Premier Mandatory » et « Premier 5 » constituent les catégories d'épreuves les plus prestigieuses, après les quatre levées du Grand Chelem.

### En simple dames
| Année |              | Premier Mandatory        | Premier Mandatory | Premier Mandatory | Premier Mandatory             |      | Premier 5 | Premier 5 | Premier 5  | Premier 5                  | Premier 5 | Premier 5 | Premier 5 |
| Année | Indian Wells | Miami                    | Madrid            | Pékin             | Doha                          | Doha | Rome      | Canada    | Cincinnati |                            | Tokyo     |           |           |
| Année | Indian Wells | Miami                    | Madrid            | Pékin             | Doha                          | Doha | Rome      | Canada    | Cincinnati | Wuhan                      |           |           |           |
| Année | Indian Wells | Miami                    | Madrid            | Pékin             | Doha                          | Doha | Rome      | Canada    | Cincinnati |                            |           |           |           |
| 2013  |              |                          |                   |                   | 1er tour (1/32) G. Voskoboeva |      |           |           |            | 2e tour (1/16) J. Janković |           |           |           |
| 2014  |              | 2e tour (1/32) S. Errani |                   |                   |                               |      |           |           |            |                            |           |           |           |

Sous le résultat, l’ultime adversaire.

## Parcours aux Masters

### En double dames
| # | Date       | Nom de l'édition       | ($)       | Surface    | Résultat    | Partenaire     | Ultimes adversaires | Score |          |
| - | ---------- | ---------------------- | --------- | ---------- | ----------- | -------------- | ------------------- | ----- | -------- |
| 1 | 10/11/2021 | WTA Finals Guadalajara | 5 000 000 | Dur (int.) | Round Robin | Giuliana Olmos |                     |       | Parcours |

## Parcours aux Jeux olympiques

### En double dames
| # | Date       | Nom de l'olympiade         | Surface    | Résultat        | Partenaire         | Ultimes adversaires         | Score     |          |
| - | ---------- | -------------------------- | ---------- | --------------- | ------------------ | --------------------------- | --------- | -------- |
| 1 | 31/07/2021 | Olympic Tennis Event Tokyo | Dur (ext.) | 1er tour (1/32) | Gabriela Dabrowski | Laura Pigossi Luisa Stefani | 7-63, 6-4 | Parcours |

## Parcours en Fed Cup
| #                                                               | Date       | Lieu       | Surface         | Gagnante(s)                                 | Perdante(s)                        | Score            |          |
| --------------------------------------------------------------- | ---------- | ---------- | --------------- | ------------------------------------------- | ---------------------------------- | ---------------- | -------- |
|                                                                 |            |            |                 |                                             |                                    |                  |          |
| 2006 - Barrage (groupe mondial II) - Canada - Argentine - 3 : 2 |            |            |                 |                                             |                                    |                  |          |
| 1                                                               | 15/07/2006 | Edmonton   | Dur (ext.)      | Gisela Dulko Mariana Díaz-Oliva             | Sharon Fichman Marie-Ève Pelletier | 7-5, 6-4         | Parcours |
|                                                                 |            |            |                 |                                             |                                    |                  |          |
| 2010 - Barrage (groupe mondial II) - Canada - Argentine - 5 : 0 |            |            |                 |                                             |                                    |                  |          |
| 2                                                               | 24/04/2010 | Montréal   | Moquette (int.) | Sharon Fichman Marie-Ève Pelletier          | Jorgelina Cravero Aranza Salut     | 6-4, 6-2         | Parcours |
|                                                                 |            |            |                 |                                             |                                    |                  |          |
| 2011 - 1er tour (groupe mondial II) - Serbie - Canada - 3 : 2   |            |            |                 |                                             |                                    |                  |          |
| 3                                                               | 05/02/2011 | Novi Sad   | Dur (int.)      | Bojana Jovanovski Aleksandra Krunić         | Sharon Fichman Marie-Ève Pelletier | 7-65, 6-4        | Parcours |
|                                                                 |            |            |                 |                                             |                                    |                  |          |
| 2011 - Barrage (groupe mondial II) - Slovénie - Canada - 3 : 2  |            |            |                 |                                             |                                    |                  |          |
| 4                                                               | 16/04/2011 | Koper      | Terre (ext.)    | Polona Hercog Katarina Srebotnik            | Sharon Fichman Rebecca Marino      | 7-65, 6-2        | Parcours |
|                                                                 |            |            |                 |                                             |                                    |                  |          |
| 2013 - Barrage (groupe mondial II) - Ukraine - Canada - 2 : 3   |            |            |                 |                                             |                                    |                  |          |
| 5                                                               | 20/04/2013 | Kiev       | Terre (int.)    | Sharon Fichman                              | Lesia Tsurenko                     | 7-65, 2-6, 6-3   | Parcours |
| 5                                                               | 20/04/2013 | Kiev       | Terre (int.)    | Elina Svitolina                             | Sharon Fichman                     | 6-4, 7-64        | Parcours |
| 5                                                               | 20/04/2013 | Kiev       | Terre (int.)    | Sharon Fichman Eugenie Bouchard             | Elina Svitolina Lesia Tsurenko     | 6-4, 6-3         | Parcours |
|                                                                 |            |            |                 |                                             |                                    |                  |          |
| 2014 - 1er tour (groupe mondial II) - Canada - Serbie - 3 : 1   |            |            |                 |                                             |                                    |                  |          |
| 6                                                               | 08/02/2014 | Montréal   | Dur (int.)      | Jovana Jakšić Nina Stojanović               | Gabriela Dabrowski Sharon Fichman  | 6-2, 3-6, [10-7] | Parcours |
|                                                                 |            |            |                 |                                             |                                    |                  |          |
| 2014 - Barrage (groupe mondial I) - Canada - Slovaquie - 3 : 1  |            |            |                 |                                             |                                    |                  |          |
| 7                                                               | 19/04/2014 | Québec     | Dur (int.)      | Janette Husárová Anna K. Schmiedlová        | Gabriela Dabrowski Sharon Fichman  | 6-4, 5-7, [11-9] | Parcours |
|                                                                 |            |            |                 |                                             |                                    |                  |          |
| 2015 - Barrage (groupe mondial I) - Canada - Roumanie - 2 : 3   |            |            |                 |                                             |                                    |                  |          |
| 8                                                               | 18/04/2015 | Montréal   | Dur (int.)      | Gabriela Dabrowski Sharon Fichman           | Andreea Mitu Raluca Olaru          | 6-1, 4-6, [10-5] | Parcours |
|                                                                 |            |            |                 |                                             |                                    |                  |          |
| 2016 - Barrage (groupe mondial II) - Slovaquie - Canada - 3 : 2 |            |            |                 |                                             |                                    |                  |          |
| 9                                                               | 16/04/2016 | Bratislava | Terre (int.)    | Sharon Fichman Charlotte Robillard-Millette | Jana Čepelová Tereza Mihalíková    | 6-3, 0-6, [10-8] | Parcours |

## Classements WTA en fin de saison
| Année          | 2006 | 2007 | 2008 | 2009 | 2010 | 2011 | 2012 | 2013 | 2014 | 2015 | 2016 | 2017 | 2018 | 2019 | 2020 | 2021 |
| Rang en simple | 371  | 430  | 301  | 132  | 222  | 166  | 165  | 106  | 129  | 366  | 618  | –    | –    | –    | –    | –    |
| Rang en double | 539  | 505  | 343  | 99   | 98   | 99   | 148  | 82   | 82   | 135  | 480  | –    | 396  | 89   | 56   | 22   |

Source : (en) Classements de Sharon Fichman sur le site officiel de la Fédération internationale de tennis